# Cyanea leptostegia
Cyanea leptostegia är en klockväxtart som beskrevs av Asa Gray. Cyanea leptostegia ingår i släktet Cyanea, och familjen klockväxter. Inga underarter finns listade i Catalogue of Life.